# Île Surprise
L’île Surprise (ou île de la Surprise, ou simplement Surprise) est l'un des trois motus, ou îlots de sable coralliens, de la couronne récifale de l'atoll de la Surprise qui lui donne son nom, faisant partie des récifs d'Entrecasteaux, au nord-ouest de la Nouvelle-Calédonie. À ce titre, elle est depuis 2008 inscrit avec les lagons de Nouvelle-Calédonie au patrimoine mondial de l'UNESCO.

## Géographie
L'île Surprise est située sur la barrière récifale méridionale de l'atoll, au cœur des récifs d'Entrecasteaux qui constituent l'extrémité nord-ouest du lagon de l'archipel de la Nouvelle-Calédonie. Elle est distante d'environ 125 milles marins (200 km) de la pointe nord-ouest de la Grande Terre. Elle mesure environ 700 m de long pour 400 m de large, et est ainsi la plus petite terre émergée des récifs d'Entrecasteaux.
Mais l'île est également celui des quatre motus de ces récifs qui dispose de la végétation la plus importante, avec une strate arbustive (comme sur l'île Fabre) voire arborescente sur la côte sur la côte sous le vent.

## Histoire
Le nom de l'île, comme celui de l'atoll de la Surprise, est donné par le découvreur de ces récifs, Antoine Bruny d'Entrecasteaux, le 1er juillet 1792. Celui-ci aurait en effet été surpris de « tomber dessus » une nouvelle terre émergée aussi près de la Grande Terre, alors qu'il croyait avoir « arrondi » la Nouvelle-Calédonie.
Comme les deux autres motus de l'atoll de la Surprise, l'île a été le lieu d'une exploitation du guano entre 1883 et 1928.
Lors de la Seconde Guerre mondiale, l'aviso Chevreuil, des Forces navales françaises libres, est envoyé en Nouvelle-Calédonie, par le commandant de la Marine dans le Pacifique, le capitaine de frégate Cabanier, pour des missions de maintien de l'ordre. Commandé par l'enseigne de vaisseau Fourlinnie, il fait un passage à Île Surprise entre le 16 et le 21 décembre 1941.
De nos jours, la station météorologique de Météo-France, installée en 1965 sous l'indicatif 98818201 (WMO 91570), est la seule infrastructure d'origine humaine dans l'ensemble des récifs d'Entrecasteaux.

## Biodiversité
Sa végétation importante aboutit à la présence de 25 espèces végétales appartenant à 20 familles différentes dont cinq de graminées, une de fougère et une majorité de plantes dicotylédone. S'y distinguent une couronne de faux tabacs (Argusia argentea) associés à l'arbuste Suriana maritima, de vastes massifs de Scaevola taccada culminant à 3 m de haut, des bosquets de Pisonia grandis de 6 à 8 m de haut et une plaine centrale recouverte d'herbacées basses dominées par l'espèce Stenotaphrum micranthum.
L'île Surprise est un sanctuaire de ponte pour les tortues vertes entre décembre et mars. De nombreux oiseaux marins y nichent de manière pérenne, dont surtout deux espèces de frégates présentes dans aucune des trois autres îlots des récifs d'Entrecasteaux : la frégate du Pacifique (Fregata minor) et la frégate ariel (Fregata ariel). Répandues quant à elles dans l'ensemble des motu, sont également présentes trois espèces de fous : le fou masqué (Sula dactylatra), le fou brun (Sula leucogaster) et le fou à pieds rouges (Sula sula). C'est un site de nidification pour deux espèces de sternes : la sterne huppée (Thalasseus bergii) ou la sterne fuligineuse (Onychoprion fuscatus).